# Fresnes, Loir-et-Cher
Fresnes är en kommun i departementet Loir-et-Cher i regionen Centre-Val de Loire i de centrala delarna av Frankrike. Kommunen ligger i kantonen Contres som tillhör arrondissementet Blois. År 2022 hade Fresnes 1 199 invånare.

## Befolkningsutveckling
Antalet invånare i kommunen Fresnes
| Referens: INSEE |